# Теньга (река)
Теньга — река в России, протекает по Онгудайскому району Республики Алтай. Устье реки находится в 74 км по правому берегу реки Урсул. Длина реки составляет 12 км.

## Притоки
- Суркоба (лв)
- 6 км: Нижний Булундык (лв)
- Верхний Булундык (лв)
- Верхняя Кекса (пр)

## Данные водного реестра
По данным государственного водного реестра России относится к Верхнеобскому бассейновому округу, водохозяйственный участок реки — Катунь, речной подбассейн реки — Бия и Катунь. Речной бассейн реки — (Верхняя) Обь до впадения Иртыша.